# Платиналитий
Платинали́тий — бинарное неорганическое соединение, интерметаллид
лития и платины
с формулой LiPt,
кристаллы.

## Получение
- Сплавление стехиометрических количеств чистых веществ в инертной атмосфере:

{\displaystyle {\mathsf {Li+Pt\ \xrightarrow {1032^{o}C} \ LiPt}}}

## Физические свойства
Образует кристаллы гексагональной сингонии, пространственная группа P 6, параметры ячейки a = 0,2728 нм, c = 0,4226 нм, Z = 1, структура типа родийлития LiRh.
Соединение образуется по перитектической реакции при температуре 1032 °С.